# Maladie hollandaise
Cet article possède un paronyme, voir Complexe hollandais.
La maladie hollandaise (ou mal hollandais, ou syndrome hollandais, ou encore malédiction des matières premières) est un phénomène économique qui relie l'exploitation de ressources naturelles au déclin de l'industrie manufacturière locale. Ce phénomène est suscité par l'accroissement des recettes d'exportations, qui à son tour provoque l'appréciation de la devise. Le résultat est que dans les autres secteurs, les exportations deviennent moins favorables que les importations.
Inspiré du cas des Pays-Bas des années 1960, le terme « maladie hollandaise » est utilisé par extension pour désigner les conséquences nuisibles provoquées par une augmentation importante des exportations de ressources naturelles par un pays.

## Origine
Le terme apparaît pendant les années 1960 quand les revenus commerciaux des Pays-Bas augmentent considérablement à la suite de la découverte de grands gisements de gaz dans la province de Groningue, puis dans le reste du pays et en mer du Nord. Il devient populaire à la suite d'un article paru dans le magazine économique anglais The Economist en 1977 consacré au « mal hollandais ».
L'accroissement des recettes d'exportations entraîne l'appréciation de la devise hollandaise, ce qui finit par nuire à la compétitivité-prix des exportations non gazières du pays. L'effet est encore plus prononcé lorsque la rente s'amenuise voire disparaît (dans le cas du gaz lorsque les champs s'épuisent). Il y a moins d'argent venant de la rente (gazière dans le cas hollandais) mais les autres industries n'arrivent pas à prendre le relais car elles n'ont jamais réalisé les gains de productivité nécessaires, défavorisée par le fait d'avoir une monnaie trop forte pour les exportations et donc limitant leurs capacités d'investissement.

## Extension du concept
Bien que touchant principalement les pays pétroliers, le phénomène peut être comparé avec toute surévaluation du taux de change liée à une entrée massive de devises (exemples : mise en valeur de ressources naturelles, hausse marquée des prix d'une matière première, mais aussi flux massifs d'investissements directs étrangers entrants, ou aide étrangère massive). L'économiste anglais Richard Auty a théorisé cette "Malédiction des ressources naturelles" dans son ouvrage "Resource-Based Industrialization: Sowing the Oil in Eight Developing Countries" paru en 1990.
Dans les modèles commerciaux simples, un pays se spécialise dans les industries où il a un avantage comparatif. Le mécanisme décrit dans la théorie du "Mal Hollandais" explique comment les pays riches en matières premières se spécialisent  précisément dans la production de matières premières, au détriment de leur secteur manufacturier.

## Modélisation

### Modèle structurel
Les conséquences structurelles d'une « augmentation de la richesse » d'un pays furent étudiées par W. Max Corden et J. Peter Neary, qui mettent volontairement de côté l'effet sur le taux de change.
Dans ce modèle, l'économie est divisée en trois secteurs : un secteur « très compétitif » soumis à la concurrence internationale (par exemple la production de pétrole), un secteur peu compétitif soumis également à la concurrence internationale et un troisième secteur non exposé à la concurrence internationale (commerce de détail, services à la personne, construction…).
Une hausse de la rentabilité de la production du secteur très compétitif (liée à une hausse du prix de vente, de découverte de nouvelles ressources, etc.) affecte cette économie de deux façons :
- déplacement de la main-d'œuvre vers le secteur très compétitif, où les rémunérations augmentent du fait d'une demande plus élevée : cela se fait au détriment des autres secteurs (désindustrialisation directe). Cet effet est tout de même généralement assez faible, car les industries extractives emploient généralement peu de gens.
- « effet revenu » : les revenus supplémentaires à la disposition des agents économiques du pays (l'État par exemple) vont accroître la demande de biens, importante principalement  pour le secteur non exportateur (construction d'infrastructures par exemple), et provoquer une hausse générale des prix dans le pays (et une hausse du taux de change réel). Cette hausse des prix se fera au détriment du secteur exportateur le moins compétitif, qui devra payer ses fournisseurs et ses employés plus cher (désindustrialisation indirecte). Les prix à l'exportation de celui-ci augmenteront, alors que ceux des secteurs exportateurs resteront fixés par le marché international.

Le secteur peu compétitif soumis à la concurrence internationale est pénalisé, et donc se réduit.
La 'maladie hollandaise' ne trouve donc pas son origine dans la seule exploitation de ressources naturelles, mais bien dans toute exploitation concurrentielle génératrice de devises, comme pour l'Islande (finance) ou la Grèce (tourisme).

### Effets sur le taux de change
La hausse des exportations de matières premières se traduit, dans un premier temps, par une hausse des exports globaux, donc par une appréciation de la monnaie locale (amélioration des termes de l'échange), qui pénalise l'industrie locale soumise à la concurrence internationale (perte de parts de marché), jusqu'à atteindre un nouvel équilibre où les flux d'import sont de nouveau approximativement égaux aux flux d'export.

### Fin de la rente
Lorsque la rente des matières premières diminue (épuisement, baisse des cours…), les industries soumises à la concurrence internationale, dont les capacités de production ont diminué, ne se reconstituent que lentement.

## Politiques publiques
Certaines puissances publiques ont agi afin de mitiger ex ante les effets d'une potentielle maladie hollandaise. Le Koweït crée ainsi en 1954 le premier fonds souverain du monde afin de réinvestir les richesses générées par la vente d'hydrocarbures. En investissant en devises étrangères, le pays évite de voir sa monnaie s'apprécier.

## Exemples historiques de maladie hollandaise
- Espagne au XVIe siècle : apport d'or et autres richesses d'Amérique ;
- Australie au XIXe siècle : ruée vers l'or ;
- Pays-Bas dans les années 1960 : découverte de gigantesques gisements gaziers ;
- Algérie depuis les années 1970 : La balance commerciale de l'Algérie demeure fortement tributaire des revenus provenant de la vente du pétrole et du gaz qui constituent à eux seuls plus de 97 % du volume global des exportations en 2007[7] ;
- Nigéria depuis les années 1960 : paupérisation de la population malgré l'exploitation grandissante du pétrole et du gaz ;
- Mexique dans les années 1970 à 1980 : boom pétrolier ;
- Nauru dans le cas du phosphate ;
- République démocratique du Congo : les difficultés se sont accentuées après les pillages des années 1990. Le coltan et la cassitérite notamment, présents au Kivu, sont sans doute pour une bonne part responsables des troubles de la région[8]. Le Rwanda fut ainsi un des principaux exportateurs mondiaux alors que ces minerais ne sont que peu ou pas présents sur son territoire
- L'Azerbaïdjan est aussi un cas de la maladie hollandaise, comparable à l'Algérie pour ce qui a trait à sa forte dépendance aux revenus issus de l'extraction et de l'exportation des hydrocarbures, et des difficultés apparentes à diversifier son économie[9]. Elle persiste surtout à partir de la fin des années 1990, en lien avec la forte augmentation de la production de pétrole et de gaz. Cette tendance est nettement observée à partir de l'accord de construction de l'oléoduc Bakou-Tbilissi-Ceyhan en 1998, permettant à l'Azerbaïdjan d'exporter jusqu'en Europe ses hydrocarbures.
- La hausse phénoménale du dollar canadien dans les années 2000 suivant l'investissement étranger dans l'exploitation des sables bitumineux d'Alberta, ce qui s'avéra très nuisible pour le secteur manufacturier de l'est du pays[10],[11],[12].

## Exemples où l'emploi de l'expression est discutable
- Économie de la Norvège à partir de 1980 : contre-exemple de la maladie hollandaise : les rentes pétrolières sont placées dans le fonds souverain Government Pension Fund-Global et non consommées directement, ce qui permet au reste de l'économie de ne pas être assommé par un taux de change trop apprécié. Le Koweït a également adopté une politique équivalente de création de fonds et de diversification de l'économie (réseau de distribution Q8, création du premier fonds souverain en 1953, le Reserve Fund for Future Generation).
- Probable commencement de maladie hollandaise en Russie avec le pétrole à partir de 2005[13],[14], et au Canada avec le pétrole des sables bitumineux[15],[12].
- Islande, à la suite de l'effondrement du secteur financier en 2008, surreprésenté dans l'économie jusque-là.
- Certains considèrent que la Grèce, voire d'autres États membres du sud de l'Union européenne, serait victime de la maladie hollandaise, pour son incapacité à faire profiter le pays des "matières premières" génératrices de devises que sont le tourisme ou l'affrètement de navires[16],[17],[18],[5].
- Venezuela dépendant de sa rente pétrolière : si ce cas peut être analysé à travers le prisme de la maladie hollandaise, le fort clientélisme du régime chaviste a également concouru à la mauvaise situation économique du pays [19].